# Çayırlı
Çayırlı (armenisch Mants, kurdisch Mose, zazaisch Manse) ist eine türkische Stadt und zugleich Verwaltungszentrum des gleichnamigen Landkreises in der türkischen Provinz Erzincan. Die Stadt liegt etwa 79 Straßenkilometer östlich der Provinzhauptstadt Erzincan und beherbergt über die Hälfte (2020: 55,8 %) der Bevölkerung des Landkreises. Bis Anfang des 20. Jahrhunderts war Çayırlı unter dem Namen Mants ein armenischer Ort. 1954 wurde der Ort zur Gemeinde (Belediye) erhoben.

## Landkreis
Der Landkreis wurde 1954 durch Abspaltung des Westteils vom Kreises Tercan gebildet. Er liegt im westlichen Teil der Provinz und grenzt an den Kreis Üzümlü im Südwesten, den zentralen Landkreis (Merkez) im Westen, die Provinzen Gümüşhane und Bayburt im Nordwesten, den Kreis Otlukbeli im Norden sowie dem Kreis Tercan im Osten.
Er umfasst neben der Kreisstadt noch 47 Dörfer (Köy) mit durchschnittlich 80 Bewohnern, von denen Harmantepe mit 301 Einwohnern das größte ist.
Der Landkreis Çayırlı ist mit einer Fläche von 1062 km² der drittkleinste der Provinz. Ende 2020 lag Çayırlı mit 8470 Einwohnern auf dem 6. Platz der bevölkerungsreichsten Landkreise in der Provinz Erzincan. Die Bevölkerungsdichte liegt mit 8 Einwohnern je Quadratkilometer unter dem Provinzdurchschnitt (20 Einwohner je km²).

## Söhne und Töchter der Stadt
- Davut Suları (1925–1985), Sänger
- Berrin Sulari (* 1974), Sängerin